# کتاب‌شناسی امید طبیب‌زاده
کتاب‌شناسی امید طبیب‌زاده فهرستی از آثار امید طبیب‌زاده، زبان‌شناس و مترجمِ معاصر ایرانی است.

## کتاب‌ها

### تألیف
| عنوان                                                                               | سال نشر | ناشر                                  | توضیحات          |
| ----------------------------------------------------------------------------------- | ------- | ------------------------------------- | ---------------- |
| تحلیل وزن شعر عامیانه فارسی                                                         | ۱۳۸۲    | نیلوفر                                |                  |
| ظرفیت فعل و ساخت‌های بنیادین جمله در فارسی امروز: پژوهشی بر اساس نظریه دستور وابستگی | ۱۳۸۵    | مرکز                                  |                  |
| نگاهی به شعر نیما یوشیج: بحثی در چگونگی پیدایش نظام‌های شعری                         | ۱۳۸۷    | نیلوفر                                |                  |
| دستور زبان فارسی: براساس نظریهٔ گروه‌های خودگردان در دستور وابستگی                    | ۱۳۹۱    | مرکز                                  |                  |
| غلط ننویسیم: از چاپ اول تا ویراست دوم                                               | ۱۳۹۶    | کتاب بهار                             |                  |
| طبقه‌بندی وزن‌های شعر فارسی                                                           | ۱۳۹۷    | نیلوفر                                | با ابوالحسن نجفی |
| مبانی و دستور خط فارسی شکسته                                                        | ۱۳۹۸    | پژوهشگاه علوم انسانی و مطالعات فرهنگی |                  |
| فارسی شکسته: دستور خط و فرهنگ املایی                                                | ۱۳۹۸    | کتاب بهار                             |                  |
| وزن شعر عروضی فارسی: تحلیل و طبقه‌بندی براساس تقطیع اتانینی و نظریۀ واج‌شناسی نوایی   | ۱۴۰۱    | کتاب بهار                             |                  |
| جلال آل احمد و معاصرانش                                                             | ۱۴۰۲    | انتشارات نیلوفر                       |                  |

### ترجمه
| عنوان                          | نویسنده       | سال  | ناشر   |
| ------------------------------ | ------------- | ---- | ------ |
| غزلواره‌ها                      | ویلیام شکسپیر | ۱۳۹۶ | نیلوفر |
| ققنوس و قمری و شکایت عاشق      | ویلیام شکسپیر | ۱۳۹۹ | چشمه   |
| ونوس و آدونیس و تجاوز به لوکرس | ویلیام شکسپیر | ۱۴۰۱ | نیلوفر |

### سرویراستاری
| عنوان                                                                                | سال  | ناشر                       | توضیحات                  |
| ------------------------------------------------------------------------------------ | ---- | -------------------------- | ------------------------ |
| جشن‌نامهٔ دکتر علی‌اشرف صادقی                                                           | ۱۳۸۲ | هرمس                       |                          |
| جشن‌نامهٔ دکتر یدالله ثمره                                                             | ۱۳۸۳ | دانشگاه بوعلی سینا         | با همکاری محمد راسخ مهند |
| جشن‌نامهٔ ابوالحسن نجفی                                                                | ۱۳۹۰ | نیلوفر                     |                          |
| وزن شعر فارسی از دیروز تا امروز (مجموعه مقالات اولین هم‌اندیشی شعر فارسی و زبان‌شناسی) | ۱۳۹۰ | فرهنگستان زبان و ادب فارسی |                          |
| وزن شعر فارسی از دیروز تا امروز (مجموعه مقالات دومین هم‌اندیشی شعر فارسی و زبان‌شناسی) | ۱۳۹۴ | هرمس                       |                          |
| جشن‌نامهٔ استاد سید مصطفی عاصی                                                         | ۱۳۹۸ | کتاب بهار                  | با همکاری آزیتا افراشی   |

## مقالات
| عنوان | نشریه                                                              | دوره | شماره | صفحه    | تاریخ                  |
| --- | ------------------------------------------------------------------ | ---- | ----- | ------- | ---------------------- |
| شیوه‌های آوانگاری در لغتنامه‌های فارسی و ضرورت تغییر آنها                                                                          | مجله زبانشناسی                                                     | ۶    | ۱     |         | ۱۳۶۸                   |
| شیوه‌های آوانگاری در فرهنگ‌های فارسی                                                                                               | مجله زبانشناسی                                                     | ۶    | ۱     | ۷۴–۸۷   | ۱۳۶۸                   |
| مصاحبه با برند نوبل ادبی ۱۹۸۹، کامیلو خوزه سلا (ترجمه)                                                                           | مجله پیام یونسکو                                                   |      |       |         | ۱۳۶۹ (انتشار ۱۳۷۳)     |
| فیزیک گفتاری (مقدمه ای بر آواشناسی آکوستیک) (نقد کتاب)                                                                           | مجله زبانشناسی                                                     |      |       |         | ۱۳۶۹                   |
| مروری بر واژگان‌نویسی در ایران | نشر دانش                                                           |      | ۷۳    | ۱۷–۲۳   | ۱۳۷۱                   |
| مروری بر واژگان نویسی در ایران                                                                                                   | نشر دانش                                                           |      | ۷۳    | ۱۷–۲۳   | آذر و دی ۱۳۷۱          |
| فهرست راهنمای ده ساله مجلهٔ زبان‌شناسی (۱۳۶۳–۱۳۷۲)                                                                                 | مجله زبانشناسی                                                     |      |       |         | ۱۳۷۲                   |
| نقد ادبی و نقد درونی | نگاه نو                                                            |      |       | ۱۴۲–۱۵۸ | ۱۳۷۳                   |
| طبقه‌بندی و ضبط افعال اصطلاحی زبان فارسی ۱                                                                                        | نشر دانش                                                           |      | ۸۱    | ۳۱–۳۵   | فروردین و اردیبهشت۱۳۷۳ |
| طبقه‌بندی و ضبط افعال اصطلاحی زبان فارسی ۲                                                                                        | نشر دانش                                                           |      | ۸۲    | ۲۰–۲۳   | خرداد و تیر۱۳۷۳        |
| فهرست‌های پایان‌نامه‌های تحصیلی در ایران                                                                                            | آیینه پژوهش                                                        | ۶    | ۳۳    | ۶۴–۶۹   | ۱۳۷۴                   |
| اطلس زبان‌های دنیا و زبان‌های خارجی                                                                                                | نشر دانش                                                           | ۱۵   | ۵     | ۵۹–۶۱   | ۱۳۷۴                   |
| تحول مصوتهای فارسی و تأثیر آن بر وزن عروضی شعر فارسی                                                                             | مجله زبانشناسی                                                     | ۱۳   | ۱–۲   | ۳۳–۴۹   | ۱۳۷۵                   |
| مروری بر واژگان‌نویسی در ایران (چاپ دوم با ویرایش مجدد)                                                                           | برگزیده مقاله‌های نشر دانش                                          |      | ۷     |         | ۱۳۷۵                   |
| سوءقصد به ذات همایونی (نقد) | مجله کلک                                                           |      | ۸۰–۸۳ | ۴۴۰–۴۴۲ | آبان-بهمن ۱۳۷۵         |
| برخی نکات دستوری در نحو راه حل آغازین فارسی جدید: ضمایر متصل فارسی (این مقاله ترجمه مقاله‌ای است اثر اوا م. یرمیاش)               | مجله زبانشناسی                                                     |      |       |         | ۱۳۷۶                   |
| معرفی کتاب‌های تازه در مجله نشر دانش                                                                                              | نشر دانش                                                           |      |       |         | ۱۳۷۰–۱۳۷۷              |
| عبارت‌های فعلی ضمیردار در زبان فارسی                                                                                              | نامه فرهنگستان                                                     | ۵    | ۲     | ۸–۲۰    | ۱۳۸۰                   |
| مبانی زبان‌شناسی عمومی، اصول و روش‌های زبان‌شناسی نقشگرا (نقد کتاب)                                                                 | مجله زبانشناسی                                                     |      | ۳۲    | ۱۰۳–۱۱۸ | ۱۳۸۰                   |
| تحلیل وابسته‌های نحوی فعل در زبان فارسی                                                                                           | مجله زبانشناسی                                                     | ۱۶   | ۱     | ۴۳–۷۷   | ۱۳۸۰                   |
| بررسی اجمالی کتاب فرهنگ آوایی فارسی (نقد)                                                                                        | نشر دانش                                                           |      | ۱۰۰   | ۵۲–۵۴   | ۱۳۸۰                   |
| genitivobject als eine syntaktische ergauzuag im persischen                                                                      | IRANISTIK Deutsche Zeitschrift für iranische Studien               |      |       |         | ۲۰۰۲                   |
| زبان‌شناسی نقش‌گرای آندره مارتینه                                                                                                  | مجله زبانشناسی                                                     | ۱۶   | ۲     | ۱۰۳–۱۱۸ | پاییز و زمستان ۱۳۸۰    |
| دربارهٔ زبان ساپیر | مجله زبانشناسی                                                     | ۱۷   | ۲     | ۱۰۶–۱۳۲ | ۱۳۸۱                   |
| پیوند شعر و موسیقی آوازی (نقد)                                                                                                   | نشر دانش                                                           |      |       |         | ۱۳۸۱                   |
| کتاب‌شناسی زبان و زبانشناسی new persian language and linguistics; a selected bibliography up to 2001 (نقد کتاب)                   | نشر دانش                                                           |      | ۱۰۴   | ۶۸      | ۱۳۸۱                   |
| مفعول نشانه اضافه‌ای در زبان فارسی                                                                                                | نامه فرهنگستان                                                     |      | ۲۱    | ۱۰۳–۱۱۷ | ۱۳۸۲                   |
| مقایسه امتداد مصوت‌ها و هجاها در شعر عامیانه و شعر عروضی و گفتاری فارسی                                                           | پژوهش‌های زبان‌شناسی ایرانی (۱)، جشن‌نامه دکتر علی‌اشرف صادقی          |      |       |         | ۱۳۸۲                   |
| گزارش: صدمین سال تأسیس گروه ایران‌شناسی در دانشگاه گوتیگن                                                                         | بخارا                                                              |      | ۳۳و۴۳ | ۹۱–۹۷   | آذر و اسفند۱۳۸۲        |
| metrum and rhythmus in der persischen volksdichtung                                                                              | IRANISTIK Deutsche Zeitschrift für iranische Studien               |      |       |         | ۲۰۰۴                   |
| وابسته‌های فعل در زبان فارسی بر اساس نظریه وابستگی                                                                                | ویژه‌نامه نامه فرهنگستان                                            |      | ۱     | ۱۳–۲۸   | ۱۳۸۳                   |
| تکیه پایه در شعر عروضی فارسی | پژوهشهای زبانشناسی ایرانی (۲)، جشن‌نامه دکتر یدالله ثمره            |      |       |         | ۱۳۸۳                   |
| تحلیل وزن در شعر عامیانه فارسی (مصاحبه با دکتر امید طبیب‌زاده)                                                                    | کتاب هفته                                                          |      |       |         | ۱۳۸۳                   |
| مصاحبه دربارهٔ وزن شعر عامیانهٔ فارسی، با استاد ابوالحسن نجفی، دکتر ضیا موحد، و دکتر علی اشرف صادقی                                | کتاب ماه و ادبیات فلسفه                                            |      | ۸۹و۹۰ | ۲۲–۳۵   | اسفند۱۳۸۳و فروردین۱۳۸۴ |
| رابطه فرهنگ‌نگاری و دستورنویسی | نامه فرهنگستان                                                     |      | ۲۸    | ۲۷–۳۱   | ۱۳۸۴                   |
| داستان، جولانگاه خیال و آزادی | نگاه نو                                                            |      | ۷۶    | ۲۶–۲۹   | ۱۳۸۴                   |
| چرا ایرانیان عرب‌زبان نشدند؟ | نشر دانش                                                           | ۲۱   | ۱     | ۳–۱۰    | ۱۳۸۴                   |
| قرائت صحیح اشعار عروضی فارسی | زبان و رسانه، با گرایش به زبان فارسی و رادیو (تحقیق و توسعه رادیو) |      |       |         | ۱۳۸۴                   |
| نقدی بر کتاب «اشعار عامیانهٔ ایران در عصر قاجار»، اثر والنتین ژوکوفسکی                                                            | نامه فرهنگستان                                                     | ۷    | ۱     | ۱۳۱–۱۳۵ | خرداد۱۳۸۴              |
| اشعار عامیانه ایران در عصر قاجار (نقد کتاب)                                                                                      | نامه فرهنگستان                                                     | ۷    | ۱     | ۱۳۱–۱۳۵ | خرداد۱۳۸۴              |
| داستان، جولانگاه خیال و آزادی | نگاه نو                                                            |      | ۷۶    | ۲۶–۲۹   | آبان۱۳۸۴               |
| واج‌شناسی، نظریه بهینگی (نقد کتاب)                                                                                                | مجله زبانشناسی                                                     |      | ۴۱و۴۲ | ۱۷۶–۱۸۰ | ۱۳۸۵                   |
| ساختهای اسنادی و سببی در زبان فارسی                                                                                              | نامه فرهنگستان                                                     |      | ۳۲    | ۶۱–۶۸   | ۱۳۸۵                   |
| بررسی انواع بندهای متممی در زبان فارسی و شیوه نمایش آنها در فرهنگ‌ها                                                              | ویژه‌نامه نامه فرهنگستان                                            | ۱    | ۱     | ۲۱۱–۲۳۵ | ۱۳۸۶                   |
| گونه معیار نهفته، (بحثی پیرامون گونه وجهه‌دار ترکی در ایران)                                                                      | بخارا                                                              |      | ۶۳    |         | ۱۳۸۶                   |
| ظرفیت صفت در فارسی | ویژه‌نامه نامه فرهنگستان                                            |      | ۵     | ۳–۲۶    | ۱۳۸۸                   |
| ساخت وزنی و تکیه در فارسی | پژوهش‌های زبان‌شناسی                                                 | ۱    | ۱     | ۶۳–۷۸   | ۱۳۸۸                   |
| ساخت وزنی و تکیه پایه در فارسی                                                                                                   | مجله پژوهش‌های زبانشناسی                                            | ۱    | ۱     | ۶۳–۷۸   | پاییز و زمستان۱۳۸۸     |
| ساخت وزنی و تکیهٔ واژه در فارسی؛ پژوهشی بر اساس نظریهٔ تکیهٔ وزنی                                                                   | مجله پژوهش‌های زبان‌شناسی                                            | ۱    | ۱     | ۶۳–۷۸   | پاییز و زمستان۱۳۸۸     |
| بحثی دستوری: نقدی بر نقد تمیز | ویژه‌نامه فرهنگستان                                                 |      | ۵     | ۲۰۷–۲۱۵ | اسفند۱۳۸۸              |
| نقدی بر کتاب «ساختمان واژه و مقولهٔ دستوری»، اثر دکتر علاءالدین طباطبایی؛ تشخیص مقولهٔ دستوری واژه‌ها براساس ملاک‌های صرفی           | ویژه‌نامه فرهنگستان                                                 |      | ۶     | ۲۵۱–۲۶۳ | ۱۳۸۹                   |
| بررسی تطبیقی وزن‌های کمی و تکیه‌ای-هجایی در فارسی و گیلکی                                                                          | ادب پژوهی                                                          | ۴    | ۱۱    | ۸–۳۰    | بهار ۱۳۸۹              |
| سنّت، توصیف و نظریه در عروض فارسی                                                                                                 | وزن شعر فارسی از دیروز تا امروز                                    |      |       | ۳–۴۲    | ۹و۱۰ اردیبهشت۱۳۸۹      |
| نظریه تکیه وزنی؛ معرفی و نقد کتاب بروس هیز                                                                                       | مجله زبان و زبان‌شناسی                                              | ۶    | ۱۱    | ۱۷۵–۱۸۴ | بهار و تابستان۱۳۸۹     |
| ساخت وزنی در شعر عروضی فارسی | مجله زبان و زبان‌شناسی                                              | ۶    | ۱۱    | ۱–۲۰    | بهار و تابستان۱۳۸۹     |
| توصیف وزن شعر عامیانه فارسی بر اساس نظریه وزنی بروس هیز                                                                          | ادب پژوهی                                                          | ۵۸   | ۱۶    | ۵۹–۷۹   | ۱۳۹۰                   |
| بررسی وزن اشعار عامیانه فارسی بر اساس نظریه وزنی                                                                                 | ادب پژوهی                                                          |      | ۱۶    | ۵۹–۷۹   | تابستان۱۳۹۰            |
| تعامل نحو و واژگان در دستور وابستگی؛ مطالعهٔ موردی نقشهای فعل «شدن» در زبان فارسی                                                 | پژوهش‌های زبانشناسی                                                 | ۴    | ۱     | ۴۱–۵۲   | بهار و تابستان۱۳۹۱     |
| مقایسه وزن در اقوال ایزدی با کلمات یارسان                                                                                        | ادب پژوهی                                                          |      | ۲۰    | ۵۳–۷۴   | تابستان۱۳۹۱            |
| افزوده‌های صفت در فارسی در دستور وابستگی                                                                                          | مجله زبان و زبانشناسی                                              | ۸    | ۱۶    | ۱–۱۴    | پاییز و زمستان۱۳۹۱     |
| یک اقتراح عروضی | جشن‌نامه دکتر فتح‌الله مجتبایی                                       |      |       |         | ۱۳۹۲                   |
| بررسی وزن شعر عروضی فارسی بر اساس نظریه تکرار                                                                                    | پژوهش‌های زبانشناسی تطبیقی                                          | ۳    | ۵     | ۱۸۳–۲۰۳ | بهار و تابستان۱۳۹۲     |
| چه زنجیره‌هایی فعل مرکب نیستند؟                                                                                                   | ویژه‌نامه فرهنگستان (فرهنگ نویسی)                                   |      | ۵و۶   | ۹۳–۱۰۴  | اردیبهشت ۱۳۹۲          |
| نشست تخصصی نقد و بررسی کتابِ دستور زبان فارسی؛ براساس نظریهٔ گروه‌های خودگردان در دستور وابستگی                                     | کتاب ماه ادبیات                                                    |      | ۷۷    | ۲–۱۳    | شهریور۱۳۹۲             |
| وزن شعر در اشعار یازده هجایی شهرضایی                                                                                             | مطالعات زبان و گویش‌های غرب ایران                                   | ۱    | ۱     | ۴۷–۵۵   | تابستان۱۳۹۲            |
| نقدی بر فرهنگ اوزان شعر فارسی | نامه فرهنگستان                                                     | ۱۳   | ۲     | ۵۶–۷۲   | زمستان۱۳۹۲             |
| بررسی تاریخی وزن در فهلویات | زبان‌ها و گویش‌های ایرانی                                            |      | ۳     | ۵۹–۸۹   | اسفند۱۳۹۲              |
| خط فارسی و لزوم اصلاح آن | ماهنامه فرهنگ امروز                                                |      | ۲     |         | آبان۱۳۹۳               |
| وزن و قافیه، دو معیار برای تعیین قدمت اشعار شفاهی: مطالعه موردی در وزن و قافیه کلامات یارسان                                     | مجله زبان و زبان‌شناسی                                              | ۱۰   | ۲۰    | ۱–۱۶    | پاییز و زمستان۱۳۹۳     |
| تناوب‌های «آغازی/ سببی» و «معلوم/ مجهول» در فارسی                                                                                 | ادب پژوهی                                                          | ۸    | ۳۰    | ۹–۲۸    | زمستان۱۳۹۳             |
| بندهای وابسته اسم در زبان فارسی و روابط وابستگی درون آنها                                                                        | ویژه‌نامه فرهنگستان                                                 |      | ۱۰    | ۱۱۷–۱۴۵ | زمستان۱۳۹۳             |
| the autonomy phrases theory; a dependency based approach to syntax processing: a case study on persian simple                    |                                                                    |      |       |         | ۲۰۱۵                   |
| ویژگی‌های وزنی در ترانه‌ها و تصنیف‌های فارسی                                                                                        | نامه فرهنگستان                                                     | ۱۴   | ۳     | ۵۲–۷۰   | بهار۱۳۹۴               |
| دو نوع وابستهٔ اضافه‌ای در زبان فارسی: مضاف‌الیه اسمی و مضاف‌الیه وصفی                                                               | مجلهٔ ادب پژوهی                                                     | ۹    | ۳۲    | ۱۵۵–۱۷۶ | تابستان۱۳۹۴            |
| بازنمایی اطلاعات رده‌شناختی در واژگان: مطالعه موردی متمم‌های بندی جمله مانند در زبان فارسی                                         | همایش ملی زبان‌شناسی نقش‌گرا                                         |      |       |         | ۱۱و۱۲ شهریور۱۳۹۴       |
| نقد و مروری بر نظریه عروض ابوالحسن نجفی                                                                                          | نامه فرهنگستان                                                     | ۱۵   | ۱     | ۲۰۷–۲۳۶ | پاییز۱۳۹۴              |
| اوستادِ اوستادانِ زمانه، خانلری | مجله مهرنامه                                                       | ۶    | ۴۴    | ۱۹۹–۲۰۱ | آبان۱۳۹۴               |
| ضرب‌های شعر عامیانهٔ فارسی | نامه فرهنگستان                                                     | ۱۵   | ۳     | ۶۵–۷۸   | بهار۱۳۹۵               |
| ابوالحسن نجفی در آیینهٔ غلط ننویسیم و وزن شعر                                                                                     | ایرانشهر امروز                                                     | ۱    | ۱     | ۱۱۹–۱۳۰ | فروردین-اردیبهشت۱۳۹۵   |
| تناوب‌های گذرایی در فارسی | دوماهنامهٔ جستارهای زبانی                                           | ۷    | ۲     | ۱۶۵–۱۸۵ | خرداد و تیر۱۳۹۵        |
| وزن‌های فروغ فرخزاد در تولدی دیگر                                                                                                 | ایرانشهر امروز                                                     | ۱    | ۲     | ۱۲۳–۱۴۶ | تیر-مرداد۱۳۹۵          |
| وزن آهوی کوهی | ایرانشهر امروز                                                     | ۱    | ۳     | ۷۰–۷۹   | شهریور-مهر۱۳۹۵         |
| به سوی دستور جامع زبان فارسی! (نقدی بر «فرهنگ توصیفی زبان فارسی»                                                                 | شهر کتاب                                                           |      | ۱۳    | ۱۳۴–۱۳۵ | آبان و آذر۱۳۹۵         |
| نقدی بر فرهنگ فارسی گفتاری بهروز صفرزاده                                                                                         | ایرانشهر امروز                                                     | ۱    | ۴     | ۱۱۹–۱۳۰ | آبان و آذر۱۳۹۵         |
| فروغ فرخزاد شاعره ای که شاعر شد (نقدی بر کتابی از فرزانه میلانی، با عنوان «فروغ فرخزاد؛ زندگی‌نامهٔ ادبی همراه با نامه‌های چاپ‌نشده» | ایرانشهر امروز                                                     | ۲    | ۶     | ۲۷–۳۹   | فروردین-خرداد۱۳۹۶      |
| در کنار چمن یا آرامگاه عشق؛ نخستین شعر منتشر شده سهراب سپهری                                                                     | ایرانشهر امروز                                                     | ۲    | ۲     | ۲۹–۵۴   | تیر-مرداد-شهریور۱۳۹۶   |
| شرح و نقد وزن در منظومه «پریا» ی احمد شاملو                                                                                      | من بامدادم سرانجام؛ یادنامه احمد شاملو                             |      |       | ۱۲۱–۱۴۶ | ۱۳۹۶                   |
| نقد ترجمه احمد شاملو از شعر سیاه اثر لانگستون هیوز                                                                               | مجله فرهنگبان                                                      | ۴    | ۳     | ۱۲۳–۱۳۲ | ۱۳۹۷                   |
| نقدی بر کتاب جامع زبانشناسی فارسی                                                                                                | مجله زبان و زبان‌شناسی                                              | ۱۴   | ۲۸    | ۱۶۵–۱۷۷ | پاییز و زمستان۱۳۹۷     |
| وزن نیمه عروضی | جشن‌نامه استاد جلال خالقی مطلق                                      |      |       | ۳۰۵–۳۱۹ | ۱۳۹۷                   |
| صورت‌های شکسته و فرهنگ‌های فارسی                                                                                                   | زبان فارسی و گویش‌های ایرانی                                        | ۳    | ۲     | ۷–۳۳    | پاییز و زمستان ۱۳۹۷    |
| وزن شعر پارتی: پیشنهادی برای بازسازی وزن شعر پارتی، در پرتو ویژگی‌های وزنی برخی اشعار ایرانی غربی                                 | جشن‌نامه دکتر مصطفی عاصی                                            |      |       |         | ۱۳۹۸                   |
| نقد و بررسی فرهنگ‌نویسی برای زبان فارسی «اثر یوری آرونوویچ روبینچیک، ترجمه محسن شجاعی»                                            | ویژه‌نامه فرهنگستان (فرهنگ نویسی)                                   |      | ۱۴    | ۱۴۳–۱۵۶ | ۱۳۹۸                   |
| نیما و پژوهش او در کار شاعری: نیما یوشیج، نوای کاروان؛ دفتر دوم از اشعار منتشر نشدهٔ نیما یوشیج                                   | رود: نشریه ویژه معرفی کتاب                                         |      | ۲     | ۸۰–۸۱   | ۱۳۹۸                   |
| نقد و معرفی کتاب طبقه‌بندی وزن‌های شعر فارسی                                                                                       | رود: نشریه ویژه معرفی کتاب                                         |      |       | ۵۲–۵۳   | نوروز۱۳۹۸              |
| نقدی بر کتاب شعر فارسی در بخارا در قرن چهارم هجری، اثر یوگنی برتلس، ترجمه آبتین گلکار                                            | رود: نشریه ویژه معرفی کتاب                                         |      | ۳     | ۴۸–۵۱   | پاییز و زمستان۱۳۹۸     |
| خط فارسی، چشم به راه معیارسازی                                                                                                   | روزنامه اعتماد                                                     |      | ۴۸۹۱  | ۷       | ۶اسفند ۱۳۹۸            |
| نقش تکیه در تقطیع شعر عروضی فارسی                                                                                                | پژوهش‌های زبانشناسی تطبیقی                                          | ۱۰   | ۲۰    | ۱–۴۴    | ۱۳۹۹                   |
| وزن نو نیمایی و تفسیر آن در «ری‌را»                                                                                               | فصلنامه فرهنگبان                                                   |      | ۵     | ۱۵۱–۱۵۶ | ۱۳۹۹                   |
| دربارهٔ ویرایش و دستور زبان | نامه فرهنگستان                                                     | ۱۷   | ۲     | ۱۳۸–۱۴۵ | ۱۳۹۹                   |
| یادداشتی دربارهٔ کتاب ریتم کودکانه در ایران، اثر ساسان فاطمی                                                                      | فصلنامه موسیقی ماهور                                               |      | ۸۷    | ۱۶۵–۱۷۸ | بهار۱۳۹۹               |
| مرگ یا احیای وزن شعر عروضی | روزنامه شرق                                                        | ۱۸   | ۳۸۵۰  | ۶       | ۷آبان ۱۳۹۹             |
| نقش ویرایش در معیارسازی و پردازش ماشینی خط و زبان فارسی                                                                          | روزنامه شرق                                                        | ۱۸   | ۳۸۷۷  | ۶–۷     | ۱۰آذر ۱۳۹۹             |
| منشأ وزن رباعی در اشعار عامیانه و شفاهی ایران                                                                                    | دو ماهنامه فرهنگ و ادبیات عامه                                     | ۸    | ۳۵    | ۲۵۵–۲۶۶ | آذر و دی ۱۳۹۹          |
| دربارهٔ نیما و جلال، و اینکه چقدر بیچاره است انسان                                                                                | بخارا                                                              | ۲۵   | ۱۴۱   | ۸۷–۱۲۵  | بهمن و اسفند ۱۳۹۹      |
| ضرب در شعر رسمی فارسی | ششمین کنفرانس زبانشناسی                                            |      |       |         |                        |
| بندهای پیرو و دو نوع بند متممی در زبان فارسی                                                                                     | مجموعه مقالات نخستین همایش انجمن زبانشناسی ایران                   |      |       |         |                        |
| دیرش در دستگاه مصوتی زبان فارسی                                                                                                  | مجموعه مقالات هفتمین همایش زبانشناسی ایران                         |      |       |         |                        |
| از زحافات تا اختیارات شاعری: مروری بر تحول مطالعات عروض فارسی                                                                    | دومین همایش بین‌المللی زبان‌ها و گویش‌های ایرانی                      |      |       |         |                        |
| دو نوع وزن در زبان فارسی (تفاوتهای رده شناختی و شباهتهای تاریخی)                                                                 | وزن شعر فارسی از دیروز تا امروز                                    |      |       | ۱۲۳–۱۳۵ |                        |
| مقایسهٔ قافیه در اقوال ایزدی با کلمات یارسان                                                                                      | جشن‌نامه استاد احمد سمیعی                                           |      |       |         |                        |